# Rauhekopfhütte
Die Rauhekopfhütte ist eine Alpenvereinshütte der Sektion Frankfurt am Main des Deutschen Alpenvereins (DAV). Sie liegt im hinteren Kaunertal im Weißkamm in den Ötztaler Alpen.

## Geschichtliches
Die Rauhekopfhütte wurde 1888 erbaut und 1939, 1977/78 und 2012 erweitert.

## Ausstattung und Bewirtschaftung
Die Hütte der Kategorie I verfügt über 21 Lager und einen Winterraum. Die Bewirtschaftung beschränkt sich auf den Zeitraum von Ende Juni bis Mitte September und wird von der Sektion mit ehrenamtlichen Hüttenwirten organisiert, die sich üblicherweise im Zwei-Wochen-Rhythmus abwechseln.

## Anreise
- Anreise per Zug: bis Landeck.
- Anreise per Bus: Bushaltestelle am Gepatschhaus.
- Anreise mit dem Auto: Kaunertaler Gletscherstraße bis zum Fernergries (mautpflichtig).

## Aufstieg
- Vom Gepatschhaus bzw. vom Fernergries über Steig zum Gepatschferner. Überquerung der Gletscherzunge und über Steig zur Hütte. Die Gehzeit beträgt zwei bis drei Stunden.
- Vom Gepatschhaus bzw. vom Fernergries über Steig bis zum Gletschertor des Gepatschferners. Dann über die Gletscherzunge und über Steig zur Hütte. Die Gehzeit beträgt zwei bis drei Stunden.
- Über die Weißseespitze: Vom Parkplatz der Kaunertaler Gletscherbahnen über den Westgrat zum Gipfel der Weißseespitze. Von dort abwärts über Gletscher zur Hütte. Die Gehzeit beträgt drei bis vier Stunden.
- Vom Parkplatz der Kaunertaler Gletscherbahnen auf das Nöderjoch (Gletscher, Piste) und über Grat und Gletscher zur Hütte. Die Gehzeit beträgt zwei bis drei Stunden.

## Tourenmöglichkeiten
- Weißseespitze, 3498 m, Gehzeit: 3 Stunden.
- Hochvernagtspitze, 3539 m.
- Fluchtkogel, 3500 m, Gehzeit: 3 Stunden.
- Vordere 3437 m, Mittlere 3450 m, Hintere Hintereisspitze 3485 m.
- Hochvernaglwand, 3435 m.
- Zinne, 3381 m.
- Großer Rauher Kopf, 2990 m.

## Übergänge
- Auf dem Aufstiegsweg zum Gepatschhaus, 2–3 Std.
- Über das Wannetjoch (3110 m) zum Taschachhaus, 4½ Std.
- Breslauer Hütte
- Zur Vernagthütte über das Gepatschjoch (3241 m), 5 Std.
- Brandenburger Haus, 3 Std.
- Weißkugelhütte
- Hochjoch-Hospiz